# L'Arboç
L'Arboç è un comune spagnolo di 5 534 abitanti situato nella comunità autonoma della Catalogna.